# 福田利之
福田 利之（ふくだ としゆき、1967年 - ）は、日本のデザイナー、イラストレーター。大阪府出身。

## 来歴
1987年、大阪芸術大学芸術学部デザイン学科卒。1995年、フリーとなり、イラスト、デザインを手がける。現在は「ほぼ日刊イトイ新聞」福田のフォト絵で連載を持ち、各雑誌、広告、絵本などで活躍している。

## 作品
- チョコロム！
- たかいたかーい
- スピッツのシングル『魔法のコトバ』『ルキンフォー』『群青』アルバム『さざなみCD』のジャケットデザイン。